# Luka Milivojević
Luka Milivojević (serbisch-kyrillisch Лука Миливојевић; * 7. April 1991 in Kragujevac) ist ein serbischer Fußballspieler. Der defensive Mittelfeldspieler steht seit 2023 bei al-Ahli Dubai unter Vertrag und war von 2012 bis 2020 A-Nationalspieler.

## Karriere

### Vereine
Milivojević wechselte im Juli 2008 vom FK Radnički 1923 Kragujevac zum FK Rad Belgrad. Dort debütierte er am 23. August 2008 bei der 1:2-Niederlage gegen FK Čukarički in der serbischen SuperLiga. In der Spielzeit 2010/11 entwickelte sich Milivojević zum Stammspieler und absolvierte 26 Ligaspiele. Am ersten Spieltag der folgenden Saison erzielte er beim 3:0-Sieg gegen den FK Metalac zwei Tore und damit seine ersten Treffer im Profifußball. In der Winterpause 2011/12 wechselte Milivojević zum Ligakonkurrenten FK Roter Stern Belgrad, mit dem er am Saisonende den nationalen Pokalwettbewerb gewann. Zu Beginn der Spielzeit 2013/14 wurde er vom belgischen Erstligisten RSC Anderlecht verpflichtet. Dort debütierte Milivojević am 17. September 2013 bei der 0:2-Niederlage gegen Benfica Lissabon in der Champions League. Mit Anderlecht schied er nach der Gruppenphase als Letzter aus. Dafür gewann Milivojević mit dem Verein am Saisonende die Meisterschaft sowie zu Beginn der neuen Spielzeit den belgischen Supercup. Anschließend wechselte er zu Olympiakos Piräus in die griechische Super League. Mit der Mannschaft wurde Milivojević in den Spielzeiten 2014/15 und 2015/16 jeweils Meister und gewann 2015 den griechischen Pokal.
In den Jahren 2017 bis 2023 spielte Milivojević bei Crystal Palace in der englischen Premier League. Im August 2023 wechselte er in die Vereinigten Arabischen Emirate und spielt dort bei al-Ahli Dubai.

### Nationalmannschaft
Milivojević spielte im Mai 2008 zweimal für die serbische U17-Auswahl bei der U17-Europameisterschaft in der Türkei. Für die U19-Nationalmannschaft hatte er im August 2009 gegen Bosnien und Herzegowina (2:0) und im April 2010 gegen Griechenland (1:1) jeweils einen Einsatz. Am 2. Juni 2011 spielte Milivojević bei der 0:1-Niederlage im Freundschaftsspiel gegen Frankreich erstmals in der U21-Auswahl. Sein einziges Tor in zehn Einsätzen für diese Mannschaft erzielte er am 2. September 2011 in der EM-Qualifikation gegen Nordirland zum 1:0-Endstand.
Am 14. November 2012 debütierte Milivojević beim 3:1-Sieg im Testspiel gegen Chile in der A-Nationalmannschaft. Sein erstes Tor erzielte er am 6. Oktober 2017 bei der 2:3-Niederlage im WM-Qualifikationsspiel gegen Österreich. Im Juni 2018 wurde Milivojević von Nationaltrainer Mladen Krstajić in den serbischen Kader für die Weltmeisterschaft 2018 in Russland berufen. Im Turnier kam Milivojević in den ersten beiden Gruppenspielen seiner Mannschaft gegen Costa Rica (1:0) und die Schweiz (1:2) zum Einsatz und schied mit ihr als Gruppendritter aus. Im März 2021 gab er nach 39 Einsätzen seinen Rücktritt bekannt.

## Erfolge
FK Roter Stern Belgrad
- Serbischer Pokalsieger: 2012

RSC Anderlecht
- Belgischer Meister: 2014
- Belgischer Superpokalsieger: 2014

Olympiakos Piräus
- Griechischer Meister: 2015, 2016
- Griechischer Pokalsieger: 2015